# RAF Mount Pleasant
RAF Mount Pleasant, (IATA kod: MPN, ICAO kod: EGYP) (također poznat kao Zračna luka Mount Pleasant, ili Kompleksi Mount Pleasant ili MPA) je vojna baza Kraljevskog zrakoplovstva - RAF u Britanskim prekomorskim teritorijima na Falklandskim otocima. Baza je dio Britanskih snaga južnoatlantskih otoka (South Atlantic Islands - BFSAI). U ovoj bazi stalno boravi između 1000 i 2000 britanskog vojnog osoblja, nalazi se tridesetak kilometara jugozapadno od Stanleya, glavnog grada otočja Falkland, na otoku Istočni Falkland. To je najduži koridor spojenih objekata na svijetu (1300 km dug) sastavljen je od vojarni, paviljona za odmor i rekreaciju koji tvore bazu. Njezini stanovnici je ponekad iz vica zovu - Death Star (aludirajući na film Ratovi zvijezda), zbog njezina konfuzna rasporeda.

## Povijest
RAF Mount Pleasant je najnovija zračna baza Kraljevskih zračnih snaga. RAF je prije toga imao malu bazu u gradu Stanleyu pored istoimene zračne luke. 
Tijekom Falklandskog rata, kada su Falklandski otoci bili zauzeti od strane Argentinskih vojnih snaga, britansko zrakoplovstvo poslano je da razruši uzletište zračne luke Stanley. To su izveli jurišni bombanderi Vulkan (u operaciji Black Buck), akcija je bila relativno uspješna, jedna bomba pogodila je uzletnu stazu po sredini i onesposobila je. Argentinci su je uspjeli djelomično popraviti tako su na nju mogli slijetali teretni zrakoplovi Hercules C130 za prijevoz robe i ranjenika.  Nakon završetka ratnih djelovanja i oslobođenja otočja uzletište je u cijelosti sanirano od strane britanskih vojnih inženjera.
Britanci su i nadalje imali problem mogućih argentinskih zračnih napada iz Argentine, tako da jedan nosač zrakoplova morao biti stalno kod Falklanda kako bi ih štitio svojim zrakoplovima. Nakon osposobljavanja uzletne staze u zračnoj luci Stanley na otočju je stacionirano nekoliko RAF-ovih Phantom FGR.2.
Britanska vlada je ipak smatrala da zračna luka u Stanleyu  nije najbolje rješenje za jednu veću i stalnu bazu. Zato su odlučili podignuti potpuno novu zračnu bazu, smjestili su je u sredinu Istočnog Falklanda, i time znatno ojačali obranu cijelog otočja, ali i cijelog južnog Atlantika. Njihova namjera je bila da time odvrate bilo čije namjere da se na otočje silom zauzme. Odabrana je lokacija kod Mount Pleasanta, na zapadu od grada Stanleya, kao najbolja za novu bazu. Zračnu luku je otvorio princ Andrew 1985. (on je također bio sudionik Falklandskog rata), a baza je počla djelovati od 1986.

## Putnički letovi
Mount Pleasant uz svoju vojnu ulogu,  također djeluje kao međunarodna zračna luka Falklandskih otoka. Tjedno ima dva leta za civilni promet. Od jeseni 2008. letovima upravlja civilna zračna kompanija: Flyglobespan, u ime 
RAF-a. Oni lete iz engleske baze RAF-a; Brize Norton u Oxfordshireu, s zaustavljanjem u RAF-ovoj vojnoj bazi na otoku Ascension u južnom Atlantiku. Na ovoj liniji trenutno se koriste Boeing 767 zrakoplovi, ali povremeno i RAF-ov Lockheed Tristar teretni zrakoplov ili Antonov An-225, kad treba dostaviti veću količinu tereta. 
Pored toga, svake subote LAN Airlines ima redovni komercijalni let za grad Punta Arenas u južnom Čileu, uz zaustavljanje na Rio Gallegos ( Argentina )jednom mjesečno.

## Zračni prijevoznici i odredišta
- Flyglobespan
  - Otok Ascension (RAF-ova baza na otoku Ascension) ASI
  - Brize Norton (RAF-ova baza Brize Norton, Engleska) BZZ
- LAN Airlines
  - Punta Arenas (Carlos Ibanez Del Campo International Airport) PUQ
  - Rio Gallegos (Piloto Civil N. Fernández International Airport) RGL
- FIGAS
  - Stanley i ostala naselja na Falklandskom otočju.

## Vanjske poveznice
- World Aero Data  Arhivirana inačica izvorne stranice od 8. studenoga 2007. (Wayback Machine) - RAF Mount Pleasant